# یواس‌اس ساکسس (ای‌ام-۳۱۰)
یواس‌اس ساکسس (ای‌ام-۳۱۰) (به انگلیسی: USS Success (AM-310)) یک کشتی بود که طول آن ۱۸۴ فوت ۶ اینچ (۵۶٫۲۴ متر) بود. این کشتی در سال ۱۹۴۴ ساخته شد.